# District de Cigánd
Le district de Cigánd (en hongrois : Cigándi járás) est un des 16 districts du comitat de Borsod-Abaúj-Zemplén en Hongrie. Créé en 2013, il compte 16 294 habitants et rassemble 15 localités : 14 communes et une seule ville, Cigánd, son chef-lieu.
Les prédécesseurs de cette entité sont les districts de Ricse (1950-1956) et de Bodrogköz (avant 1945).

## Localités
- Bodroghalom
- Cigánd
- Dámóc
- Karcsa
- Karos
- Kisrozvágy
- Lácacséke
- Nagyrozvágy
- Pácin
- Ricse
- Révleányvár
- Semjén
- Tiszacsermely
- Tiszakarád
- Zemplénagárd